# Traditionelle Gesellschaft

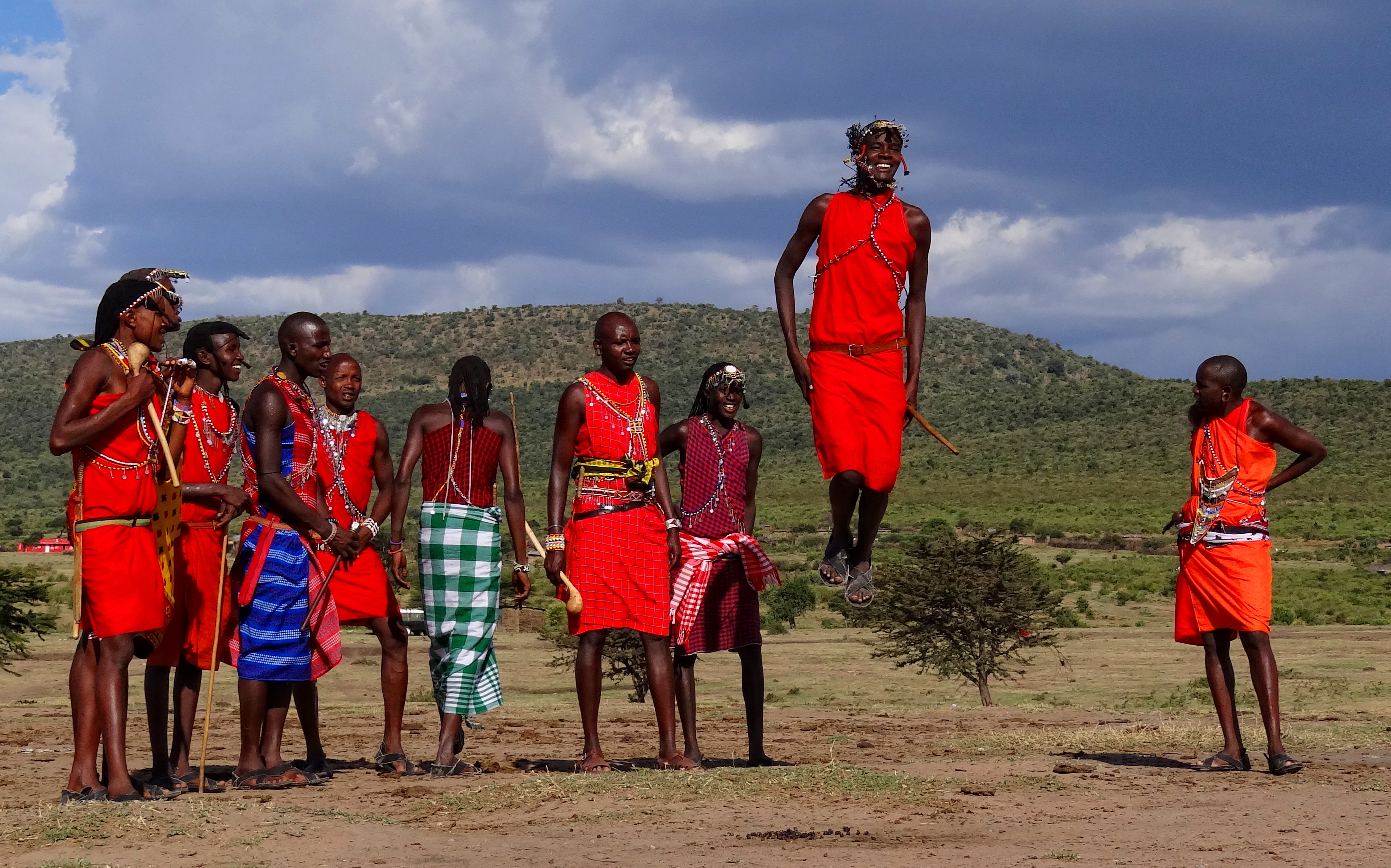
Die Massai Ostafrikas sind eine zum Teil noch weitgehend traditionelle Gesellschaft

Traditionelle (oder traditionale) Gesellschaft (veraltet vormoderne Gesellschaft) ist ...
1. eine Bezeichnung älterer soziologischer Theorien für eine Gesellschaftsform, die als Vorgängerin der modernen oder modernisierten Gesellschaft gesehen wird. Unter der Annahme, dass sich Gesellschaften weiterentwickeln (soziokulturelle Evolution), bezeichnet traditionelle Gesellschaft das Stadium einer Gesellschaft, bevor oder aus dem sich eine moderne Gesellschaft bildet (siehe auch die Begriffe Moderne und Vormoderne). Entsprechend ließen sich traditionelle Gesellschaften zwar in verschiedenen Aspekten – beispielsweise von modernen Industriegesellschaften – klar unterscheiden, sie wiesen aber überwiegend Gemeinsamkeiten untereinander auf.[1]
2. eine Bezeichnung in der jüngeren Literatur, die als Synonym für den abwertenden Begriff Naturvolk verwendet wird. Der Ethnologe Klaus E. Müller liefert dazu folgende Definition:

„Unter dem Begriff werden […] Lager- und Dorfgemeinschaften in wild- und feldbeuterischen, agrarischen und hirtennomadischen Kulturen verstanden, die zum Zeitpunkt ihrer Erforschung noch nicht oder nur kaum in Berührung mit den neuzeitlichen Industriezivilisationen gekommen waren. Ihr Leben verlief strikt im Rahmen der altüberlieferten Traditionen (daher der Terminus „traditionelle Gesellschaft“), die durch das Beispiel der Vorfahren (Ahnen) geheiligt und durch die Schöpfung sanktioniert waren und darum als unantastbar galten.“

## Kultureller Wandel

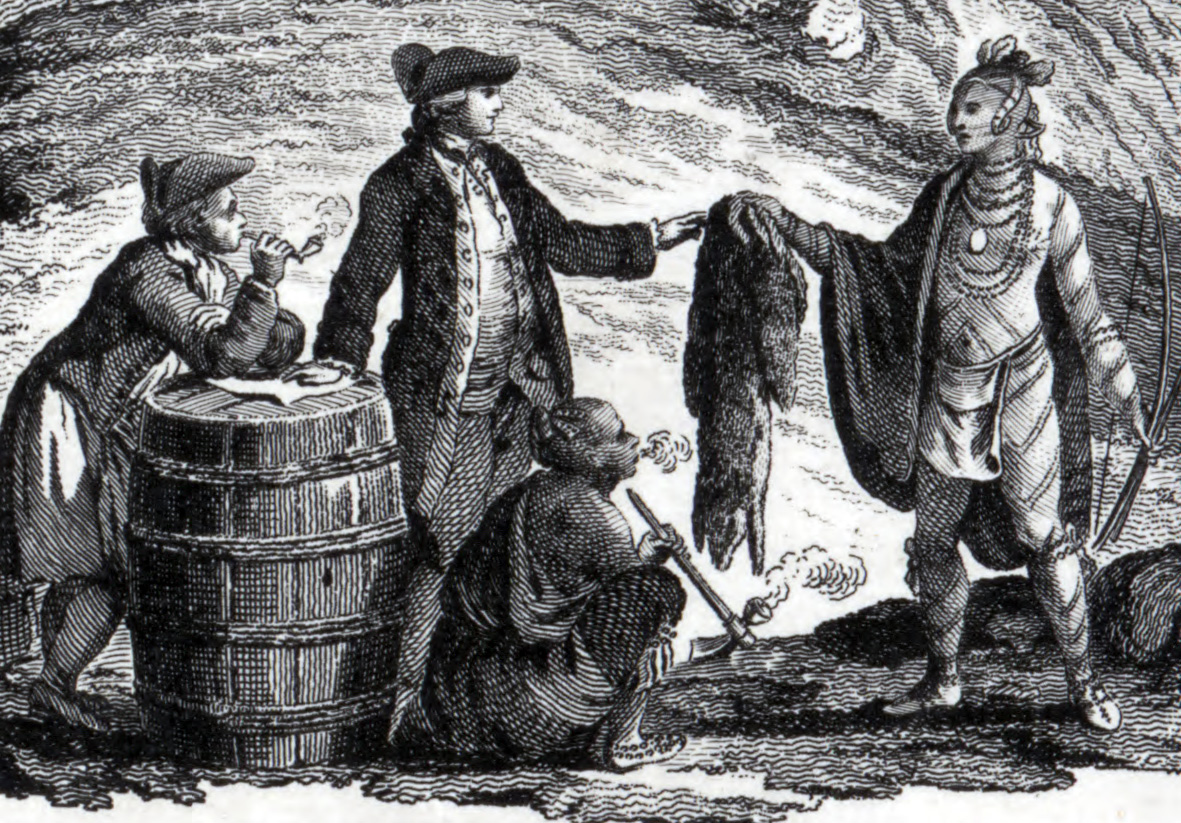
Der Kontakt mit der modernen Welt veränderte die traditionellen Gruppen seit jeher

Heute wird die traditionelle Gesellschaft nicht mehr als niedrigeres Entwicklungsstadium betrachtet, sondern als eigenständige kulturelle Reaktion auf die jeweiligen Lebensbedingungen. Sobald traditionelle Gesellschaften mit einer modernisierten Kultur konfrontiert werden, wird ein Kulturwandel in eine gänzlich neue Richtung angestoßen. Ist der Kontakt dauerhaft und intensiv, kommt es zur Akkulturation (Anpassungsprozess). Die zumeist enorme kulturelle Distanz zu den „heißen, fortschrittsgläubigen, zivilisierten“ Gesellschaften, die in den meisten Fällen als ausgesprochen machtvoll und dominant empfunden werden, führt zu einer zunehmenden Assimilierung hin zur Aufgabe der Traditionen; auch dann, wenn keine Unterdrückung oder aggressive Transkulturation durch die neuen Machthaber stattfindet. Solcherart beschleunigter Wandel erzeugt bei den „kalten, bewahrenden, wertkonservativen“ Gesellschaften in der Regel einen traumatischen Kulturschock mit weitreichenden negativen Konsequenzen:
- abnehmende Ethnizität und zunehmende Identifikation mit der modernen Kultur
- dabei häufig soziale „Entwurzelung“ und marginalisierter Lebensstil
- Traditionelle Wirtschaftsweisen verlieren ihre existentielle Bedeutung
- Autarke Subsistenzwirtschaft wird mehr und mehr durch abhängig machende Marktwirtschaft ersetzt
- Traditionelles Wissen, Muttersprache, Mythen, Riten und Sitten verschwinden zunehmend

Gelingt es den Menschen, neue Kulturelemente nutzbringend und harmonisch in ihre Traditionen einzubauen und einen eigenen, akzeptierten Weg der Modernisierung zu finden, der die überlieferten Strukturen nicht schädigt und die ethnische Identität aufrechterhält, spricht man von Indigenisierung. Ehemalige „Naturvölker“, die bereits weitgehend assimiliert sind, reaktivieren bisweilen  alte Traditionen. Geschieht dies notgedrungen (beispielsweise durch die Rückkehr zur Subsistenzwirtschaft mangels Alternativen wie bei den Rentierhirten Sibiriens oder einigen australischen Aborigines), wird dies als Retraditionalisierung bezeichnet. Gezielt organisierte Wiederbelebungen von Traditionen in einer neuen Ausrichtung und Form, die auf der einen Seite mit der modernen Welt kompatibel ist und auf der anderen Seite bestimmte Bereiche der ehemaligen Lebensweise und Identität aufwertet, nennt man Re-Indigenisierung.

## Modernisierungstheorien
Der Begriff Traditionelle Gesellschaft gehörte bis zum zweiten Drittel des 20. Jahrhunderts in den Kontext von Differenzierungs- und Modernisierungstheorien. Diese betrachteten, welche Veränderung die Industrialisierung – insbesondere der Wandel der Produktionsweise zur Arbeitsteilung – auf die Gesellschaft hat bzw. hatte.

### Zwei-Phasen-Modelle
Talcott Parsons
Das Schema der Pattern variables von Talcott Parsons stellt mehrere Indikatoren von Traditionaler Gesellschaft und Moderner Gesellschaft gegenüber.
Emile Durkheim
Émile Durkheim unterscheidet die verschiedenen Gesellschaften nach mechanischer und organischer Solidarität.
Ferdinand Tönnies
Ferdinand Tönnies beschrieb in seinem Werk Geist der Neuzeit (1935) den Weg von der traditionellen mittelalterlichen zur neuzeitlichen Gesellschaft als den mentalen Weg von einer überwiegend „gemeinschaftlichen“ zu einer  überwiegend „gesellschaftlichen“ Kultur (vgl. Gemeinschaft und Gesellschaft).
Henry Sumner Maine
Henry Sumner Maine spricht von der Entwicklung vom Status zum Kontrakt.

### Mehr-Phasen-Modelle
Walt Whitman Rostow
1960 unterschied der amerikanische Wirtschaftswissenschaftler Walt Whitman Rostow (1916–2003) in seiner Stufentheorie folgende gesellschaftliche Stadien:
1. traditionelle Gesellschaft
2. Schaffung der Voraussetzungen für den wirtschaftlichen Aufstieg
3. wirtschaftlicher Aufstieg
4. Entwicklung zur Reife
5. Zeitalter des Massenkonsums

Für die Zeit nach dem Zeitalter des Massenkonsums hatte Rostow die Vision einer „besseren, idealeren“ Gesellschaft.
Marxismus
Auch der Historische Materialismus (Marxismus) geht von einer allgemeinen Entwicklung der Gesellschaft aus, von einem Urzustand bis zum Endzustand des Kommunismus:
1. Urgesellschaft
2. Sklavenhaltergesellschaft
3. Feudalismus
4. Kapitalismus
5. Sozialismus
6. Kommunismus

## Juristische Anerkennung
In Brasilien sind „traditionelle Völker und Gemeinschaften“ seit dem Dekret 6040 vom 7. Februar 2007 juristisch anerkannt. Damit ist Brasilien der erste Staat der traditionelle Gemeinschaften zum Rechtssubjekt erklärt. Vorangegangen war dieser juristischen Anerkennung der politische Kampf des international bekannten Aktivisten und Kautschukzapfers Chico Mendes. Schon vor dem Dekret hatten Indigene und Quilombolas besondere Rechte, die in der Verfassung festgelegt waren.